# Berlaar
Berlaar es una localidad y municipio de la provincia de Amberes en Bélgica. Sus municipios vecinos son Heist-op-den-Berg, Lier, Nijlen y Putte. Tiene una superficie de 24,6 km² y una población en 2020 de 11.658 habitantes, siendo los habitantes en edad laboral el 63% de la población.

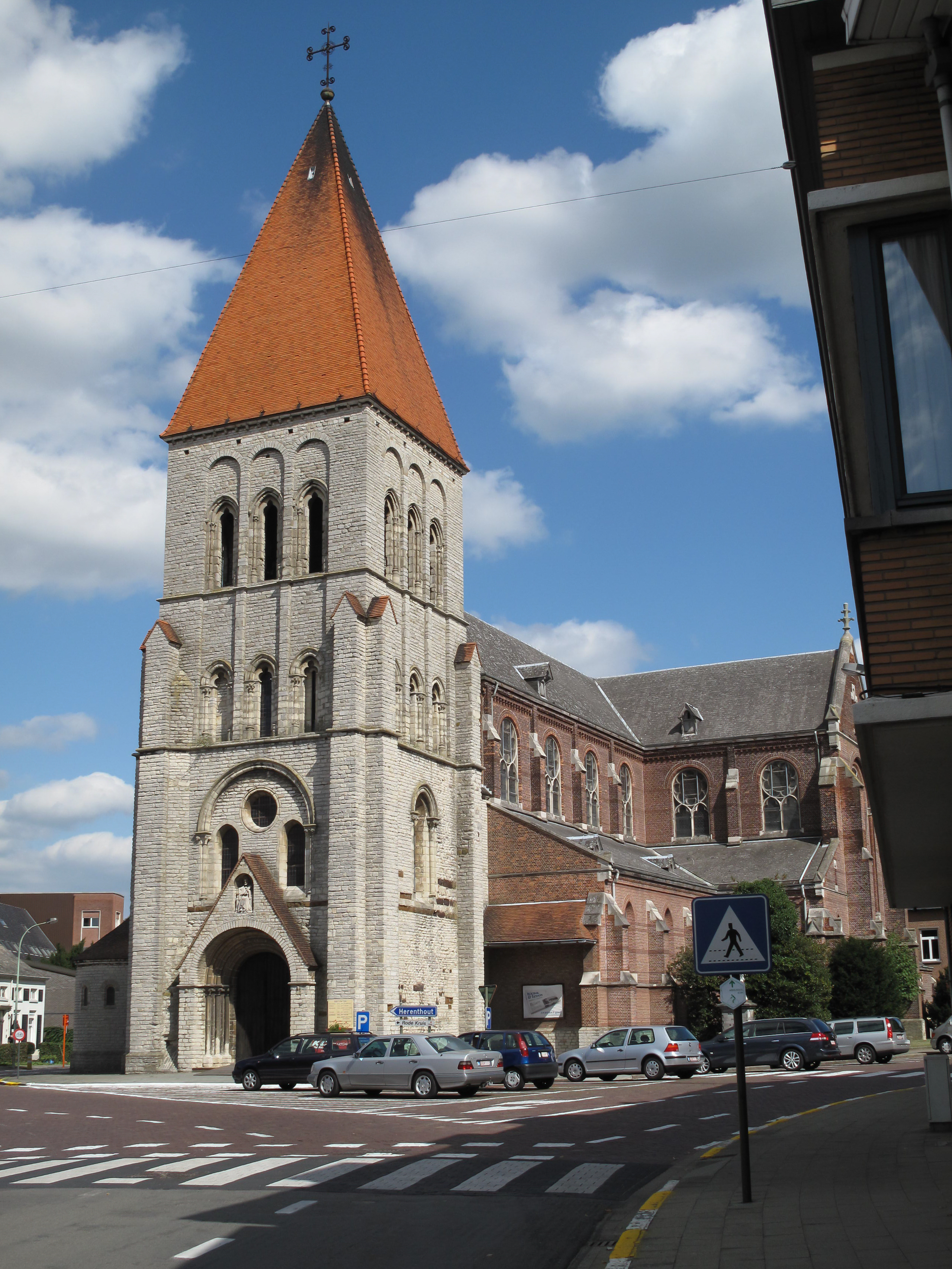
Iglesia de San Pieter.

Este municipio comprende las ciudades de Berlaar y Gestel. 

## Historia
Según la leyenda, los ciudadanos del lugaar de la Edad Media no pudieron ponerse de acuerdo sobre dónde debía construirse la iglesia; dejaron decidir al destino y que dos osos lucharan por ella, donde un de ellos matase al otro ese sería el lugar donde la iglesia debería ser construida. De ahí la posición excepcional de la iglesia al final de la plaza del pueblo y no en el centro como de costumbre.
El actual municipio de Berlaar fue fundado en 1965, mediante la fusión de los antiguos municipios de Gestel y Berlaar en sí.

## Demografía

### Evolución
Todos los datos históricos relativos al actual municipio, el siguiente gráfico refleja su evolución demográfica, incluyendo municipios después de efectuada la fusión el 1 de enero de 1977.
| Gráfica de evolución demográfica de Berlaar entre 1846 y 2020 |
|                                                               |